# Visconti Anglesia ciprusi királyné
Visconti Anglesia (Milánó, 1374/80 – Reggio nell'Emilia, 1439. október 12.), olaszul és franciául: Anglesia Visconti, névváltozatai: Angelina, Eloisa, milánói hercegnő, ciprusi királyné és címzetes jeruzsálemi és örmény királyné. Visconti Valentina ciprusi királyné húga.

## Élete

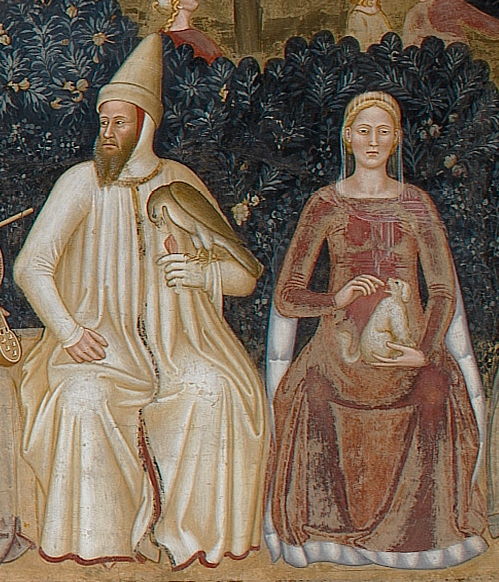
Anglesia királyné szülei: Bernabò Visconti és Regina della Scala

Édesapja Bernabò Visconti, Milánó ura, Stefano Visconti és Valentina Doria fia. Édesanyja Regina della Scala veronai úrnő, II. Mastino veronai úr és Taddea da Carrara padovai úrnő leánya.
Anglesia 1400. januárja után feleségül ment I. Janus ciprusi királyhoz. A házasságot 1408-ban felbontották. Gyermekei nem születtek. Anglesia ezután soha többé nem ment férjhez.